# Dzmitryj Łukaszenka
Dzmitryj Alaksandrawicz Łukaszenka (biał. Дзмітрый Аляксандаравіч Лукашэнка, ros. Дмитрий Александрович Лукашенко – Dmitrij Aleksandrowicz Łukaszenko; ur. 23 marca 1980 w Mohylewie) – białoruski działacz sportowy, przedsiębiorca.

## Życiorys
Syn Haliny i Alaksandra Łukaszenków, młodszy brat Wiktara. Ukończył studia na wydziale stosunków międzynarodowych Białoruskiego Uniwersytetu Państwowego w Mińsku. Pracę dyplomową pisał na temat występów białoruskich sportowców na arenie międzynarodowej. Po ukończeniu studiów odbył służbę w elitarnej jednostce wojsk pogranicza rozpracowującej kontrabandę; otrzymał kilka medali i awans do stopnia kapitana.
Od 2005 roku jest przewodniczącym rady centralnej stowarzyszenia pod nazwą „Prezydencki Klub Sportowy”. Od 6 lipca 2006 roku wchodzi w skład Białoruskiego Komitetu Olimpijskiego. Wszedł również w skład komitetu ds. organizacji i zabezpieczenia występów sportowców białoruskich podczas Letnich Igrzysk Olimpijskich w Pekinie i Letnich Igrzysk Paraolimpijskich w Pekinie, powołanego przez Prezydenta Republiki Białorusi.
Dzmitryj Łukaszenka jest konsulem honorowym Etiopii na Białorusi.
Dzmitryj Łukaszenka jest żonaty z Hanną. Według Białoruskiego Centrum Śledczego w 2018 i 2020 roku Hanna zarobiła w Domu Handlowym BiełAZ około stu tysięcy dolarów, a właścicielami firm partnerskich są osoby z otoczenia Dzmitryja i Hanny Łukaszenki. Hanna Łukaszenka pisze także piosenki pod pseudonimem Anna Sieluk.

## Sankcje z UE i innych krajów
2 lutego 2011 roku został wpisany na „Czarną listę UE”. W decyzji Rady Unii Europejskiej z dnia 15 października 2012 roku Dzmitryj Łukaszenka został wyznaczony jako „przedsiębiorca aktywnie uczestniczący w operacjach finansowych, w które zaangażowana jest rodzina Aleksandra Łukaszenki”. Sankcje europejskie zostały zniesione 15 lutego 2016 roku.
21 czerwca 2021 roku jako syn Aleksandra Łukaszenki i biznesmen, który jest przewodniczącym państwowo-publicznego stowarzyszenia „Prezydencki Klub Sportowy”, ponownie został wpisany na „Czarną listę UE”. Rada Unii Europejskiej zauważyła, że Dzmitryj Łukaszenka prowadzi interesy za pośrednictwem klubu i kontroluje szereg przedsiębiorstw, on był także obecny na potajemnej inauguracji Aleksandra Łukaszenki we wrześniu 2020 roku, osiąga zatem korzyści z reżimu Łukaszenki i wspiera ten reżim. 6 lipca 2021 roku Albania, Islandia, Liechtenstein, Norwegia, Macedonia Północna, Czarnogóra dołączyły do czerwcowego pakietu sankcji UE, 7 lipca – Szwajcaria.
2 grudnia 2020 roku Dzmitryj Łukaszenka (jak również „Prezydencki Klub Sportowy”) został wpisany na Specially Designated Nationals and Blocked Persons Stanów Zjednoczonych i listę sankcji Kanady.
W 2022 roku Dzmitryj Łukaszenka znalazł się na czarnej liście Japonii.